# Thành phố Belize
Belize là thành phố lớn nhất nước Belize, nằm ở phía đông quốc gia này nơi con sông Belize đổ ra Biển Caribbe. Thành phố này phỏng ước có khoảng 70.800 dân. Đây là hải cảng chính cùng là trung tâm tài chính và kỹ nghệ của Belize.

## Lịch sử
Khu vực Belize xưa là địa bàn của bộ tộc người Maya. Văn minh Maya phát triển rực rỡ nhưng sau tàn lụi. Đến thế kỷ 17 người Anh đến định cư và thành lập thị trấn Belize ở vị trí ngôi làng Holzuz cũ của người Maya. Năm 1884, Belize được chọn làm thủ phủ của xứ Honduras thuộc Anh. Năm 1970 thì chính phủ chuyển cơ sở hành chính đến Belmopan và Thành phố Belize chỉ còn giữ địa vị chủ chốt kinh tế mà thôi.
Đáng kể nhất trong lịch sử Belize là trận bão Hattie năm 1961 tàn phá thành phố gần như toàn phần. Hậu quả của cơn bão đó là chính sách dời đô vào Belmopan vì vị trí duyên hải của Thành phố Belize không tránh khỏi nạn bão hàng năm.

## Kinh tế
Hải cảng Belize là nơi xuất cảng các sản phẩm như gỗ, đường, chanh cam, và chuối. Đây cũng là một điểm du lịch cho các du thuyền (cruise ships) trong vùng Biển Caribe. Thành phố này còn có các ngành công nghiệp khác như: chế biến gỗ và chế biến thực phẩm.

## Thắng cảnh
Trong các công trình nổi bật phải kể Đại giáo đường Saint John's và Dinh Hành chính (xây vào thế kỷ 19).